# Warner Bros. Home Entertainment
Warner Bros. Home Entertainment, anteriormente Warner Home Video é uma companhia estadunidense distribuidora de vídeo pertencente a Warner Bros., subsidiária da Warner Bros. Discovery, sendo responsável por distribuir produções televisivas e cinematográficas em DVD, HD DVD e Blu-ray. Foi fundada em 1978 sob o nome WCI Home Video (WCI, acrônimo de Warner Communications, Inc.), sendo renomeada em 1980 para Warner Home Video.
A companhia, além de distribuir em vídeo produções da Warner Bros., também é responsável pela  distribuição em vídeo de produções de outras subsidiárias da Warner Bros. Discovery, como a Turner Entertainment.